# Chameleon in the Shadow of the Night
Chameleon in the Shadow of the Night je druhé sólové studiové album anglického hudebníka Petera Hammilla. Vydáno bylo v květnu roku 1973 společností Charisma Records a jeho producentem byl John Anthony. Nahráno bylo mezi únorem a březnem toho roku ve velšském studiu Rockfield Studios. Na desce se kromě Hammilla podíleli i další členové jeho nedlouho předtím rozpadlé skupiny Van der Graaf Generator. Autorem obalu alba je Paul Whitehead.

## Seznam skladeb
Autorem všech skladeb je Peter Hammill.
1. German Overalls – 7:03
2. Slender Threads – 4:57
3. Rock and Rôle – 6:41
4. In the End – 7:21
5. What's it Worth – 3:56
6. Easy to Slip Away – 5:18
7. Dropping the Torch – 4:11
8. (In the) Black Room/The Tower – 10:53

## Obsazení
- Peter Hammill – zpěv, kytara, klávesy
- Hugh Banton – klávesy
- Guy Evans – bicí
- David Jackson – saxofon
- Nic Potter – baskytara